# 경상남도의 문화재자료 (제101호 ~ 제200호)
경상남도 문화재자료는 대한민국의 문화재자료 중에서 경상남도에 있는 것을 가리킨다.

## 지정목록

### 제101호 ~ 제200호
| 번호  | 사진 | 명칭                                          | 소재지                                             | 관리자 (단체)                   | 지정일                                                                      | 참조 |
| 101호 |      | 합천 광암정 (陜川 廣巖亭)                     | 경남 합천군 대병면 신성동2길 2551-3                | 안동권씨문중                    | 1984년 11월 23일 지정, 2018년 12월 20일 명칭변경                            |      |
| 102호 |      | 합천 송호서원 (陜川 松湖書院)                 | 경남 합천군 대병면 신성동2길 22-3                  | 남평문씨문중                    | 1984년 11월 23일 지정, 2018년 12월 20일 명칭변경                            |      |
| 103호 |      | 합천 사의정 (陜川 四宜亭)                     | 경남 합천군 대병면 서부로 2551-3                   | 은진송씨문중                    | 1984년 11월 23일 지정, 2018년 12월 20일 명칭변경                            |      |
| 104호 |      | 합천 화수당 (陜川 花樹堂)                     | 경남 합천군 대병면 대지길 18-3                     | 청주곽씨문중                    | 1984년 11월 23일 지정, 2018년 12월 20일 명칭변경                            |      |
| 105호 |      | 합천 역평리 송씨종가 (陜川 驛坪里 宋氏宗家)   | 경남 합천군 대병면 서부로 2551-3                   | 은진송씨문중                    | 1984년 11월 23일 지정                                                       |      |
| 106호 |      | 진주 마진리 이씨고가 (晋州 麻津里 李氏古家)   | 경남 진주시 대곡면 마한로207번길 34                | 이 영                           | 1985년 1월 23일 지정, 2018년 12월 20일 명칭변경                             |      |
| 107호 |      | 진주 청원리 이씨고가 (晋州 淸源里 李氏古家)   | 경남 진주시 지수면 청원길51번길 6                  | 이병선                          | 1985년 1월 23일 지정, 2018년 12월 20일 명칭변경                             |      |
| 108호 |      | 창녕 부곡리 이씨고가 (昌寧 釜谷里 李氏古家)   | 경남 창녕군 부곡면 굴말길 40-17 (부곡리)           | 이선진                          | 1985년 1월 23일 지정                                                        |      |
| 109호 |      | 창녕 영산 신씨고가1 (昌寧 靈山 辛氏古家1)     | 경남 창녕군 유생길 11 (영산면)                     | 신종칠                          | 1985년 1월 23일 지정, 2018년 12월 20일 명칭변경                             |      |
| 110호 |      | 밀양단장면허씨고가 (密陽丹場面許氏古家)       | 경남 밀양시 단장면 단장리                          | 허용                            | 1985년 1월 23일 지정                                                        |      |
| 111호 |      | 밀양다죽리손씨고가 (密陽茶竹里孫氏古家)       | 경남 밀양시 산외면 다죽리                          | 손기혁                          | 1985년 1월 23일 지정                                                        |      |
| 112호 |      | 밀양퇴로리이씨고가 (密陽退老里李氏古家)       | 경남 밀양시 부북면 퇴로리 319                      | 이익성                          | 1985년 1월 23일 지정                                                        |      |
| 113호 |      | 밀양청운리안씨고가 (密陽靑雲里安氏古家)       | 경남 밀양시 부북면 청운리 631-6                    | 안병기                          | 1985년 1월 23일 지정                                                        |      |
| 114호 |      | 석천리이씨고가 (石川里李氏古家)               | 경남 울산시 울주구 웅촌면 석천리 302               | 이유환                          | 1985년 1월 23일 지정, 1997년 10월 9일 해지, 울산 문화재자료 제3호로 재지정  |      |
| 115호 |      | 고성장산리허씨고가 (固城章山里許氏古家)       | 경남 고성군 마암면 장산길 21                       | 허태영                          | 1985년 1월 23일 지정                                                        |      |
| 116호 |      | 사천환덕리조씨고가 (泗川還德里趙氏古家)       | 경남 사천시 곤양면 환덕리 464                      | 조성래                          | 1985년 1월 23일 지정                                                        |      |
| 117호 |      | 산청남사리최씨고가 (山淸南沙里崔氏古家)       | 경남 산청군 단성면 지리산대로2897번길 8-7 (남사리) | 최재기                          | 1985년 1월 23일 지정                                                        |      |
| 118호 |      | 산청남사리이씨고가 (山淸南沙里李氏古家)       | 경남 산청군 단성면 지리산대로 2889-3 (남사리)      | 이상택                          | 1985년 1월 23일 지정                                                        |      |
| 119호 |      | 산청단계리박씨고가 (山淸丹溪里朴氏古家)       | 경남 산청군 신등면 신등가회로 33-8 (단계리)        | 이희숙                          | 1985년 1월 23일 지정                                                        |      |
| 120호 |      | 산청단계리권씨고가 (山淸丹溪里權氏古家)       | 경남 산청군 신등면 신차로 556-15 (단계리)          | 권동혁                          | 1985년 1월 23일 지정                                                        |      |
| 121호 |      | 함양우명리정씨고가 (咸陽牛鳴里鄭氏古家)       | 경남 함양군 수동면 우명리 777-1                    | 정경무                          | 1985년 1월 23일 지정                                                        |      |
| 122호 |      | 거창 동호리 이씨고가 (居昌 東湖里 李氏古家)   | 경남 거창군 웅양면 동호리 848                      | 이승원                          | 1985년 1월 23일 지정                                                        |      |
| 123호 |      | 합천 동산재 (陜川 東山齋)                     | 경남 합천군 묘산면 팔심길 237-16                   | 윤종홍                          | 1985년 1월 23일 지정, 2018년 12월 20일 명칭변경                             |      |
| 124호 |      | 창원 관술정 (昌原 觀述亭)                     | 경남 창원시 내리동 38                              | 회산감씨문중                    | 1985년 1월 14일 지정                                                        |      |
| 125호 |      | 김해 산해정 (金海 山海亭)                     | 경남 김해시 대동면 대동로 269번안길 115            | 김해향교                        | 1985년 1월 14일 지정, 2018년 12월 20일 명칭변경                             |      |
| 126호 |      | 거창 김숙자 사당 (居昌 金叔玆 祠堂)           | 경남 거창군 남상면 대산리 356                      | 김원희                          | 1985년 1월 23일 지정, 2018년 12월 20일 명칭변경                             |      |
| 127호 |      | 주자영정 (朱子影幀)                           | 경남 합천군                                        | 주석룡                          | 1985년 1월 23일 지정                                                        |      |
| 128호 |      | 합천 청금정∙충현사 (陜川 淸襟祠∙忠賢梭)       | 경남 합천군 합천읍 내곡1길 12-14                   | 합천이씨문중                    | 1985년 1월 23일 지정, 2018년 12월 20일 명칭변경                             |      |
| 129호 |      | 합천 뇌룡정 (陜川 雷龍亭)                     | 경남 합천군 삼가면 남명로 72-7                     | 유림회                          | 1985년 1월 23일 지정, 2018년 12월 20일 명칭변경                             |      |
| 130호 |      | 밀양 의첨재 (密陽 依瞻齋)                     | 경남 밀양시 부북면 오례리                          | 함평이씨종중                    | 1985년 11월 14일 지정, 2018년 12월 20일 명칭변경                            |      |
| 131호 |      | 의령 덕곡서원 (宜寧 德谷書院)                 | 경남 의령군 의령읍 벽화로 629-12                   | 덕곡서원                        | 1985년 11월 14일 지정, 2018년 12월 20일 명칭변경                            |      |
| 132호 |      | 창원 경행제 (昌原 景行齊)                     | 경남 창원시 마산합포구 진전면 대실로134-1          | 안동권씨문중                    | 1985년 11월 14일 지정                                                       |      |
| 133호 |      | 하동 경천묘 (河東 敬天廟)                     | 경남 하동군 청암면 평촌리 686                      | 경주김씨문중                    | 1985년 11월 14일 지정, 2018년 12월 20일 명칭변경                            |      |
| 134호 |      | 하동 금남사 (河東 錦南祠)                     | 경남 하동군 청암면 중이리                          | 경주김씨문중                    | 1985년 11월 14일 지정, 2018년 12월 20일 명칭변경                            |      |
| 135호 |      | 산청 신계서원 제기 (山淸 新溪書院 祭器)       | 경남 산청군                                        | 밀양박씨문중                    | 1985년 11월 14일 지정, 2018년 12월 20일 명칭변경                            |      |
| 136호 |      | 합천 청계서원 (陜川 淸溪書院)                 | 경남 합천군 율곡면 내천2길 23-61                   | 전호열                          | 1985년 11월 14일 지정, 2018년 12월 20일 명칭변경                            |      |
| 137호 |      | 합천 소학당 (陜川 小學堂)                     | 경남 합천군 가야면 매안대전길 90-9                 | 벽진이씨,순천박씨,안동권씨문중  | 1985년 11월 14일 지정, 2018년 12월 20일 명칭변경                            |      |
| 138호 |      | 합천 덕원서원 (陜川 德源書院)                 | 경남 합천군 창덕면 성태길 81                       | 연안차씨문중                    | 1985년 11월 14일 지정, 2018년 12월 20일 명칭변경                            |      |
| 139호 |      | 진주 청곡사 업경전 (晉州 靑谷寺 業鏡殿)       | 경남 진주시 금산면 월아산로1440번길 138            | 청곡사                          | 1985년 11월 14일 지정, 2018년 12월 20일 명칭변경                            |      |
| 140호 |      | 창녕 관룡사 원음각 (昌寧 觀龍寺 圓音閣)       | 경남 창녕군 창녕읍 옥천리 292                      | 관룡사                          | 1985년 11월 14일 지정, 2018년 12월 20일 명칭변경                            |      |
| 141호 |      | 밀양 표충사 팔상전 (密陽 表忠寺 八相殿)       | 경남 밀양시 단장면 구천리 23                       | 표충사                          | 1985년 11월 14일 지정, 2018년 12월 20일 명칭변경                            |      |
| 142호 |      | 밀양 표충사 만일루 (密陽 表忠寺 萬日樓)       | 경남 밀양시 단장면 구천리 23                       | 표충사                          | 1985년 11월 14일 지정, 2018년 12월 20일 명칭변경                            |      |
| 143호 |      | 밀양 표충사 명부전 (密陽 表忠寺 冥府殿)       | 경남 밀양시 단장면 구천리 23                       | 표충사                          | 1985년 11월 14일 지정, 2018년 12월 20일 명칭변경                            |      |
| 144호 |      | 양산 통도사 장경각 (梁山 通度寺 藏經閣)       | 경남 양산시 하북면 지산리                          | 통도사                          | 1985년 11월 14일 지정, 2018년 12월 20일 명칭변경                            |      |
| 145호 |      | 통영 안정사 만세루 (統營 안정사 만세루)       | 경남 통영시 광도면 안정리 1888                     | 안정사                          | 1985년 11월 14일 지정, 2018년 12월 20일 명칭변경                            |      |
| 146호 |      | 고성 옥천사 명부전 (固城 玉泉寺 冥府殿)       | 경남 고성군 개천면 연화산1로 471-9(북평리 408)     | 옥천사                          | 1985년 11월 14일 지정, 2018년 12월 20일 명칭변경                            |      |
| 147호 |      | 고성 운흥사 영산전 (固城 雲興寺 靈山殿)       | 경남 고성군 하이면 와룡2길 248-28(와룡리 442)      | 운흥사                          | 1985년 11월 14일 지정, 2018년 12월 20일 명칭변경                            |      |
| 148호 |      | 사천 다솔사 극락전 (泗川 多率寺 極樂殿)       | 경남 사천시 곤명면 용산리 86                       | 다솔사                          | 1985년 11월 14일 지정, 2018년 12월 20일 명칭변경                            |      |
| 149호 |      | 사천 다솔사 응진전 (泗川 多率寺 應眞殿)       | 경남 사천시 곤명면 용산리 86                       | 다솔사                          | 1985년 11월 14일 지정, 2018년 12월 20일 명칭변경                            |      |
| 150호 |      | 남해 용문사 천왕각 (南海 龍門寺 天王閣)       | 경남 남해군 이동면 용소리 868                      | 용문사                          | 1985년 11월 14일 지정, 2018년 12월 20일 명칭변경                            |      |
| 151호 |      | 남해 용문사 명부전 (南海 龍門寺 冥府殿)       | 경남 남해군 이동면 용소리 868                      | 용문사                          | 1985년 11월 14일 지정, 2018년 12월 20일 명칭변경                            |      |
| 152호 |      | 남해 화방사 채진루 (南海 花芳寺 埰眞樓)       | 경남 남해군 고현면 대곡리 1448                     | 화방사                          | 1985년 11월 14일 지정, 2018년 12월 20일 명칭변경                            |      |
| 153호 |      | 하동 쌍계사 설선당 (河東 雙磎寺 說禪堂)       | 경남 하동군 화개면 운수리 207                      | 쌍계사                          | 1985년 11월 14일 지정, 2018년 12월 20일 명칭변경                            |      |
| 154호 |      | 합천 해인사 봉황문 (陜川 海印寺 鳳凰門)       | 경남 합천군 가야면 해인사길 122                    | 해인사                          | 1985년 11월 14일 지정, 2018년 12월 20일 명칭변경                            |      |
| 155호 |      | 거창 삼우당 (居昌 三友堂)                     | 경남 거창군 남하면 대야리 1370                     | 동래정씨문중                    | 1985년 11월 14일 지정, 2018년 12월 20일 명칭변경                            |      |
| 156호 |      | 합천 현산정 (陜川 玄山亭)                     | 경남 합천군 봉산면 서부로 4107-13                  | 김엽동                          | 1985년 11월 14일 지정, 2018년 12월 20일 명칭변경                            |      |
| 157호 |      | 석남사수조 (石南寺水槽)                       | 경남 울산시 울주구 상북면 덕현리 1064              | 석남사                          | 1985년 11월 14일 지정, 1997년 10월 9일 해제, 울산 문화재자료 제4호로 재지정 |      |
| 158호 |      | 차건신의묘 (車建申의墓)                       | 경남 양산시 기장읍 만화리 산72                     | 문화유씨대종회                  | 1985년 11월 14일 지정, 1995년 3월 1일 해제, 행정구역 개편                   |      |
| 159호 |      | 밀양 추원재 (密陽 追遠齋)                     | 경남 밀양시 부북면 제대리                          | 일선김씨문충공파대종회          | 1986년 8월 6일 지정, 2018년 12월 20일 명칭변경                              |      |
| 160호 |      | 고성 소천정 (固城 蘇川亭)                     | 경남 고성군 구만면 효락1길 149-29(효락리 50)       | 전주최씨문중                    | 1986년 8월 6일 지정, 2018년 12월 20일 명칭변경                              |      |
| 161호 |      | 밀양교동손씨고가 (密陽校洞孫氏古家)           | 경남 밀양시 교동                                   | 손병문                          | 1986년 8월 6일 지정                                                         |      |
| 162호 |      | 고성송계리이씨고가 (固城松溪里李氏古家)       | 경남 고성군 송계4길 13 (대가면) 외3필지            | .                               | 1986년 8월 6일 지정                                                         |      |
| 163호 |      | 산청대포리민씨고가 (山淸大浦里閔氏古家)       | 경남 산청군 생초면 대포리                          | 민찬규                          | 1986년 8월 6일 지정                                                         |      |
| 164호 |      | 산청소남리권씨고가 (山淸召南里權氏古家)       | 경남 산청군 단성면 소남리                          | 권갑용                          | 1986년 8월 6일 지정                                                         |      |
| 165호 |      | 산청소남리조씨고가 (山淸召南里趙氏古家)       | 경남 산청군 단성면 소남길 54-3 (소남리)            | 조동윤                          | 1986년 8월 6일 지정                                                         |      |
| 166호 |      | 창원 어사옥비 (昌原 御賜玉碑)                 | 경남 창원시 의창구 북면 구룡로79번길27             | 조영봉                          | 1987년 5월 19일 지정                                                        |      |
| 167호 |      | 밀양 위량못 (密陽 位良못)                     | 경남 밀양시 부북면 위양리 293, 294                 | 안동권씨문중,밀양시농지개량조합 | 1987년 5월 19일 지정, 2018년 12월 20일 명칭변경                             |      |
| 168호 |      | 합천 덕암정사 (陜川 德巖精舍)                 | 경남 합천군 대병면 회양가산길 10-17                | 안동권씨문중                    | 1987년 5월 19일 지정, 2018년 12월 20일 명칭변경                             |      |
| 169호 |      | 양산 안적암 동종 (梁山 安寂庵 銅鐘)           | 경남 양산시 하북면 용연리 4                        | 안적암                          | 1988년 12월 23일 지정, 2018년 12월 20일 명칭변경                            |      |
| 170호 |      | 고견사동종 (古見寺銅鐘)                       | 경남 거창군 가조면 수월리 1                        | 고견사                          | 1988년 12월 23일 지정, 2011년 4월 28일 해제, 보물 1700호로 승격             |      |
| 171호 |      | 하동 경현사 (河東 景賢祠)                     | 경남 하동군 옥종면 월횡리 296                      | 진양하씨문중                    | 1990년 1월 16일 지정, 2018년 12월 20일 명칭변경                             |      |
| 172호 |      | 합천 농산정 (陜川 籠山亭)                     | 경남 합천군 가야면 구원리                          | 경주최씨문중                    | 1990년 1월 16일 지정, 2018년 12월 20일 명칭변경                             |      |
| 173호 |      | 합천 주필각·월화당 (陜川 駐蹕閣·月華堂)       | 경남 합천군 적중면 정토양림길 199                  | 광주노씨문중                    | 1990년 1월 16일 지정, 2018년 12월 20일 명칭변경                             |      |
| 174호 |      | 허전 철명편 목판 ((許傳 哲命篇 木板)          | 경남 김해시 구지로165                              | 취정재장                        | 1990년 12월 20일 지정, 2018년 12월 20일 명칭변경                            |      |
| 175호 |      | 밀양 교동 손대식 고가 (密陽 校洞 孫大植 古家) | 경남 밀양시 교동 787                               | 손대식                          | 1990년 12월 20일 지정, 2018년 12월 20일 명칭변경                            |      |
| 176호 |      | 진주 용호정원 (晉州 龍湖庭園)                 | 경남 진주시 명석면 용산리 25-2외 11필지            | 박우희                          | 1990년 12월 20일 지정, 2018년 12월 20일 명칭변경                            |      |
| 177호 |      | 진주 대천리 입석 (晋州 大川里 立石)           | 경남 진주시 이반성면 대천리 276-4                  | 대천리마을주민                  | 1990년 12월 20일 지정, 2018년 12월 20일 명칭변경                            |      |
| 178호 |      | 고성 최필간고택 (固城 崔必侃古宅)             | 경남 고성군 하일면 학동돌담길 55(학림리 1011)      | 최영덕                          | 1990년 12월 20일 지정, 2015년 12월 24일 명칭변경                            |      |
| 179호 |      | 진주 두문리 이정표석 (晋州 斗文里 里程標石)   | 경남 진주시 금곡면 두문리 산103-1                  | 석계마을주민                    | 1991년 12월 23일 지정, 2018년 12월 20일 명칭변경                            |      |
| 180호 |      | 진주 냉정리 이정표석 (晋州 冷井里 里程標石)   | 경남 진주시 집현면 냉정리 산 317-3                 | 냉정마을주민                    | 1991년 12월 23일 지정, 2018년 12월 20일 명칭변경                            |      |
| 181호 |      | 함안 칠원향교 (咸安 漆原鄕校)                 | 경남 함안군 칠원읍 용산리 299                      | 칠원향교재단                    | 1991년 12월 23일 지정, 2018년 12월 20일 명칭변경                            |      |
| 182호 |      | 함안 오비각 (咸安 五備閣)                     | 경남 함안군 산인면 운곡리 96-1                     | 함안조씨첨정공파임파종회        | 1991년 12월 23일 지정, 2018년 12월 20일 명칭변경                            |      |
| 183호 |      | 창녕 열효신씨 정려비 (昌寧 烈孝辛氏 旌閭碑)   | 경남 창녕군 도천면 도천리 산133                    | 영산신씨문중                    | 1991년 12월 23일 지정, 2018년 12월 20일 명칭변경                            |      |
| 184호 |      | 밀양 교동 손병순 고가 (密陽 校洞 孫炳淳 古家) | 경남 밀양시 교동 783-1                             | 손병순                          | 1991년 12월 23일 지정, 2018년 12월 20일 명칭변경                            |      |
| 185호 |      | 밀양 교동 손병준 고가 (密陽 校洞 孫炳俊 古家) | 경남 밀양시 교동 796-3                             | 손병준                          | 1991년 12월 23일 지정, 2018년 12월 20일 명칭변경                            |      |
| 186호 |      | 밀양 교동 손정식 고가 (密陽 校洞 孫正植 古家) | 경남 밀양시 교동 810                               | 손정식                          | 1991년 12월 23일 지정, 2018년 12월 20일 명칭변경                            |      |
| 187호 |      | [[양산 우불산 신사] (梁山 于弗山 神祠)        | 경남 양산시 용당동 산1                             | 보존회                          | 1991년 12월 23일 지정, 2018년 12월 20일 명칭변경                            |      |
| 188호 |      | 하동 정기룡 유허지 (河東 鄭起龍 遺虛地)       | 경남 하동군 금남면 중평리 821                      | 경충사                          | 1991년 12월 23일 지정, 2018년 12월 20일 명칭변경                            |      |
| 189호 |      | 양산 우규동 별서 (梁山 禹奎東 別墅)           | 경남 양산시 어곡동 산5                             | 단양우씨문중                    | 1992년 10월 21일 지정, 2018년 12월 20일 명칭변경                            |      |
| 190호 |      | 함안 악양루 (咸安 岳陽樓)                     | 경남 함안군 대산면 서촌리 산122                    | 순흥안씨문중                    | 1992년 10월 21일 지정, 2018년 12월 20일 명칭변경                            |      |
| 191호 |      | 거창 오례사 (居昌 悟禮祠)                     | 경남 거창군 신원면 덕산리 1062                     | 김녕김씨문중                    | 1992년 10월 21일 지정, 2018년 12월 20일 명칭변경                            |      |
| 192호 |      | 합천 대목리 심씨고가 (陜川 大目里 沈氏古家)   | 경남 합천군 대양면 이계길138                       | 심채수                          | 1992년 10월 21일 지정, 2018년 12월 20일 명칭변경                            |      |
| 193호 |      | 백산 안희제 생가 (白山 安熙濟 生家)           | 경남 의령군 부림면 입산로2길 37                    | 안경란                          | 1993년 1월 8일 지정                                                         |      |
| 194호 |      | 밀양 자암서당 (密陽 紫岩書堂)                 | 경남 밀양시 단장면 무릉리 354, 810                 | 노재황                          | 1993년 1월 8일 지정, 2018년 12월 20일 명칭변경                              |      |
| 195호 |      | 밀양 박양춘 여표비각 (密陽 朴陽春 閭表碑閣)   | 경남 밀양시 부북면 후사포리 262-1                  | 박재일                          | 1993년 1월 8일 지정, 2018년 12월 20일 명칭변경                              |      |
| 196호 |      | 산청 이동서당 (山淸 尼東書堂)                 | 경남 산청군 단성면 지리산대로2919번길 28-19        | 곽진구                          | 1993년 1월 8일 지정, 2018년 12월 20일 명칭변경                              |      |
| 197호 |      | 진주 부사정 (晉州 浮査亭)                     | 경남 진주시 금산면 금산순환로279번길 17-1          | 성옥주                          | 1993년 12월 27일 지정, 2018년 12월 20일 명칭변경                            |      |
| 198호 |      | 산청 대포서원 (山淸 大浦書院)                 | 경남 산청군 생초면 명지대포로236번길 91 (대포로)   | 민영목                          | 1993년 12월 27일 지정, 2018년 12월 20일 명칭변경                            |      |
| 199호 |      | 산청 송계재 (山淸 松溪齋)                     | 경남 산청군 오부면 오동로273번길 88-7 (내곡리)     | 민옥식                          | 1993년 12월 27일 지정, 2018년 12월 20일 명칭변경                            |      |
| 200호 |      | 합천 용연사 (陜川 龍淵祠)                     | 경남 합천군 삼가면 남명로 96-15                    | 영모재보존회                    | 1993년 12월 27일 지정, 2018년 12월 20일 명칭변경                            |      |